# Maigret
Maigret este un personaj fictiv din romanele polițiste scrise prin anii 1920 de scriitorul belgian Georges Simenon. El este un comisar de poliție de vârstă mijlocie, fiind personajul principal în cele 75 de romane și 28 de nuvele a scriitorului belgian. Jules Maigret este prezentat ca un tip calm, pe care nimic nu-l poate scoate din sărite, el fumează pipă și poartă pălărie și manta. În timpul investigațiilor este un bun observator, căutând să înțeleagă motivul care l-a determinat pe răufăcător să comită crima. Romanele lui Georges Simenon au fost ecranizate. Printre actorii care au jucat rolul comisarului Maigret se numără: Jean Gabin, Rupert Davies, Charles Laughton, Bruno Cremer, Jean Richard, Gino Cervi, Michael Gambon, Basil Sydney, Maurice Denham. În 2016 Maigret a fost interpretat de actorul Rowan Atkinson.